# DNA (Madeline-Juno-Album)
DNA (Abkürzung für „deoxyribonucleic acid“; englisch für „Desoxyribonukleinsäure“ (DNS)) ist das dritte Studioalbum der deutschen Singer-Songwriterin Madeline Juno.

## Entstehung und Artwork
Alle Stücke des Albums wurden von Madeline Juno in Zusammenarbeit mit wechselnden Koautoren geschrieben. Die meisten Titel entstanden in Zusammenarbeit mit dem deutschen Liedtexter und Musikproduzenten Oliver Som, die beiden schrieben zusammen zwölf Stücke des Albums. Som war gleichzeitig auch alleine für die Abmischung, Produktion und Programmierung („Drum Programming“) des Albums zuständig. Des Weiteren schrieb Juno drei Lieder mit Joschka Bender sowie jeweils zwei Titel mit Joey Cass und Jan Listing. Die Autoren Henrik Böhl, Martin Haller, David Jürgens und Alexander Zuckowski sind jeweils nur an einem Stück als Koautoren beteiligt. Mit den Autoren Jürgens und Som arbeitete Juno bereits auf ihrem Vorgänger Salvation zusammen. Das Mastering erfolgte durch Masterdisk Europe in Paris (Frankreich), unter der Leitung von Benoit Journo. DNA wurde unter dem Musiklabel Embassy of Music sowie den Musikverlagen BMG Rights Management und Emmaspark Music/Sony ATV veröffentlicht und durch Tonpool vertrieben.
Auf dem Cover des Albums ist – neben Künstlernamen und Albumtitel – Junos Gesicht, vor einem pinken Hintergrund, zu sehen. Sie trägt ein schwarzes Top und berührt mit ihren Fingerspitzen ihr Kinn. Das Coverbild sowie Fotografien im Begleitheft stammen von Philipp Gladstone, das Artwork stammt von Christian Hapich. Das Shooting hierzu erfolgte am 23. März 2017, präsentiert wurde das Cover erstmals am 3. Juli 2017.

## Veröffentlichung und Promotion
Die Erstveröffentlichung von DNA erfolgte am 8. September 2017 in Deutschland, Österreich und der Schweiz. Das Album besteht aus 15 neuen Studioaufnahmen sowie einer Neuauflage und ist als CD sowie Download erhältlich. Nach der Veröffentlichung des Albums veröffentlichte Juno in unregelmäßigen Abständen, neben ihren offiziellen Musikvideos Still, Gift und Halt mich fest, drei Videos mit Akustikversion, um das Album zu bewerben. Es erschienen Videos zu Schatten ohne Licht (16. September 2017), Ohne Kleider (2. Oktober 2017) und Phantomschmerz (1. Dezember 2017). Alle drei Schwarz-Weiß-Videos zeigen lediglich Juno, die begleitet von ihrem Keyboarder, die Lieder singt. Die Videos wurden von Juno selbst bearbeitet. Um das Album weiter zu bewerben, folgte unter anderem ein Liveauftritt – mit Phantomschmerz – zur Hauptsendezeit im Rahmen der Kinderhilfsaktion Herzenssache des Südwestrundfunks (SWR) und des Saarländischen Rundfunks (SR). Des Weiteren folgte ein Liveauftritt mit Gift bei den VIVA Top 100.

## Hintergrund
Nachdem im Vorjahr mit Waldbrand ein deutschsprachiges Extended Play erschienen ist, erschien mit DNA Junos erstes deutschsprachiges Studioalbum. In einigen Interviews und einem „Track-by-Track“ zu DNA beschrieb Juno den Entstehungsprozess bzw. die Entscheidung deutschsprachige Titel wie folgt: Sie habe im aktuellen Jahr viel für andere deutsche Künstler geschrieben und sie war neugierig, wie sie heute in ihrer Muttersprache klinge. Bisher gab es nur zwei frühe Lieder von ihr auf Deutsch, die sie auf ihrem YouTube-Profil veröffentlichte. 2014 veröffentlichte sie das Lied Herzchen und ein Jahr später Küss die kalten Jungs. Sie wollte wissen, ob ihre Lieder auf Deutsch funktionieren und man sie dann „extrem modern“ produzieren könne. Der Beginn dieser „neuen Reise“ startete mit dem gleichnamigen Lied Waldbrand. Sie habe das Stück aus dem nichts geschrieben. Als sie es fertiggestellt hatte, war ihr klar: „Ja, okay, das ist die Richtung in die ich gehen möchte“. Sie glaube es gefalle ihr so gut sich in ihrer Muttersprache auszudrücken und nicht nur sie hätte Klarheit, auch die Menschen die ihre Musik hören hätten eine Klarheit die es vorher nicht unbedingt gab, außer man habe sich „außergewöhnlich arg“ damit auseinandergesetzt.
In einem Interview mit Funk, das 2021 im Rahmen der Musiksendung Musik gegen die Einsamkeit erfolgte, äußerte sich Juno zur Frage, wieso sie vom Englischen ins Deutsche gewechselt hat, mit folgenden Worten: Sie habe bis zum Wechsel nie auf Deutsch geschrieben, auch nicht für andere Künstler. Abgesehen von zwei Ausnahmen, die sie für sich selbst geschrieben und nichts dabei gefühlt habe, hätte sie es nicht einmal probiert. Ein Lied sei ein „Joke-Song“ gewesen (Herzchen), das andere sei „über Sad“ gewesen (Küss die kalten Jungs) und sie habe es gehasst, weil sie dachte: „Meine Fresse, reiß dich mal zusammen“. Zum Zeitpunkt, als sie beschlossen hatte die Sprache zu wechseln, konnte sie die Gesamtsituation nicht ertragen. Sie habe unter anderem Universal verlassen und ihre Band verloren. Dass sie aufhören wolle, stand laut eigener Aussage jedoch nie zur Debatte. Der Verlust der Band kam dadurch, dass sie diese über Jahre mit einem anderen „großen“ Künstler geteilt habe. Die Bandmitglieder seien ihre besten Freunde gewesen, ihre „Brüder“. Es sei nur eine Frage der Zeit gewesen, bis es irgendwann einmal nicht mehr auf diese Weise funktionieren würde, dass die ganze Band zweigleisig spiele. Sie und die Band hätten etwa ein halbes Jahr lang Auftritte absagen müssen und irgendwann musste man einfach mal sagen: „Ey, ganz kurz. Wir können nicht mehr die ganze Zeit Gigs absagen, weil wir keine Ersatzband haben, seit ihr weiter dabei oder nicht?“ Von einem Bandmitglied, dass für die ganze Band sprach, hieß es „nein“. Das habe ihr damals „so krass“ das Herz gebrochen. Juno habe geglaubt, dass sie irgendwie sauer auf sich selbst und die Gesamtsituation gewesen sei, die sie nicht kontrollieren konnte. Sie habe gedacht, dass sie alles „neu“ haben wolle. Sie habe gewollt das alles „verschwindet“, dass sie von „neu anfangen“ könne. Aus „irgendeiner Laune“ habe sie dann Waldbrand geschrieben, in dem es genau darum ginge. Juno erinnere sich noch ganz genau daran, dass sie gewollt habe, dass alle Leute, die wissen, was passiert sei, das hören und verstehen, was gerade zu diesem Zeitpunkt Phase sei, auch wenn es ihr selbst nichts bringen würde.

## Inhalt
Alle Liedtexte des Albums sind größtenteils in deutscher Sprache verfasst und stammen von Madeline Juno, die die Stücke zusammen mit wechselnden Koautoren schrieb. Vereinzelt finden sich englischsprachige Zeilen wie „The Bright Side of Life“ (englisch „Die helle Seite des Lebens“) in Still wieder. Musikalisch bewegen sich die Lieder im Bereich der Popmusik. Mit Ausnahme von Waldbrand handelt es sich bei allen Stücken um Neukompositionen. Waldbrand erschien bereits ein Jahr zuvor als EP und Single als erste offizielle deutschsprachige Veröffentlichung Junos. Für DNA nahm Juno Waldbrand neu in akustischer Form auf. Neben dem Hauptgesang von Juno sind bei Wenn ich angekommen bin neben Juno die Stimmen von Joey Cass und Oliver Som im Hintergrund zu hören. Die Instrumente wurden durch Cass (Gitarre), Juno (Gitarre und Piano), Max Mostley (Bass) und Som (Bass, Gitarre, Piano und Synthesizer) eingespielt.

### Titelliste
| #  | Titel                      | Autor(en)                                               | Produzent(en) | Länge |
| -- | -------------------------- | ------------------------------------------------------- | ------------- | ----- |
| 1  | Halt mich fest             | Madeline Juno, Oliver Som                               | Oliver Som    | 3:21  |
| 2  | Drei Worte                 | Madeline Juno, Oliver Som                               | Oliver Som    | 3:02  |
| 3  | Gift                       | Madeline Juno, Oliver Som                               | Oliver Som    | 3:39  |
| 4  | Schatten ohne Licht        | Madeline Juno, Oliver Som                               | Oliver Som    | 3:41  |
| 5  | Mein Herz tanzt            | Madeline Juno, Oliver Som                               | Oliver Som    | 3:46  |
| 6  | Still                      | Madeline Juno, Oliver Som                               | Oliver Som    | 3:25  |
| 7  | Von jetzt an               | David Jürgens, Madeline Juno, Alexander Zuckowski       | Oliver Som    | 3:45  |
| 8  | Durchsichtig               | Joschka Bender, Martin Haller, Madeline Juno            | Oliver Som    | 3:05  |
| 9  | DNA                        | Madeline Juno, Oliver Som                               | Oliver Som    | 3:05  |
| 10 | Phantomschmerz             | Madeline Juno, Oliver Som                               | Oliver Som    | 3:37  |
| 11 | Verlier mich in dir        | Madeline Juno, Oliver Som                               | Oliver Som    | 2:57  |
| 12 | Ohne Kleider               | Joey Cass, Madeline Juno, Oliver Som                    | Oliver Som    | 3:43  |
| 13 | Unser Lied                 | Joschka Bender, Henrik Böhl, Madeline Juno, Jan Listing | Oliver Som    | 3:08  |
| 14 | Zeitlupe                   | Joschka Bender, Madeline Juno, Jan Listing              | Oliver Som    | 3:09  |
| 15 | Wenn ich angekommen bin    | Joey Cass, Madeline Juno, Oliver Som                    | Oliver Som    | 4:35  |
| 16 | Waldbrand (Akustikversion) | Madeline Juno, Oliver Som                               | Oliver Som    | 3:33  |

### Track-by-Track
Im Vorfeld der Albumveröffentlichung beschrieb Juno ihre Lieder in einer „Track-by-Track-Serie“ die in vier Folgen zwischen August und September 2017 erschienen.
Halt mich fest
Halt mich fest ist das Intro von DNA und sei vielleicht das beste Lied, das sie bis jetzt geschrieben habe und war rein Aufnahmetechnisch der mit Abstand schwierigste. Von Imogen Heap inspiriert, wollten sie und ihr Team auch einen „Vocoder-Song“ machen und haben dabei gemerkt, was das für eine Arbeit sei. Auf jeder zweiten Note liegt eine andere Harmonie und es gäbe keinen Groove, an dem man sich festhalten könne. Sie hätten tagelang an dem Stück geschraubt, um ihn genauso hinzubekommen, wie sie ihn haben wollten. Zuerst habe Juno alles gesummt und danach sei Stück für Stück die Melodie entstanden. Inhaltlich geht es um eine frühere Beziehung Junos. Eine Beziehung, die ihnen beiden alles abverlangte und deren Ende wirklich sehr schmerzhaft war. Manchmal möchte man einfach nur schlafen, weil keine Energie mehr da ist, um weiterzukämpfen.
Drei Worte
Drei Worte sei ein „sehr wörtliches“ Stück. Sie mache das immer gerne, dass sie Lieder so schreibt, wie sie Konversationen führe, dass ich das Stück in ein gerade stattfindendes Gespräch verpacke. Demnach sei Drei Worte ein „sehr fragiler Song“, sehr „kaputtbar“. Es handele von diesem Gefühl das man manchmal bekommt, das alles viel zu schnell geht, das alles so unkontrollierbar ist, man sich einfach wünscht auf Pause drücken zu können und zu sagen: „Lass uns doch einfach nur kurz still liegen und das passiert alles gerade gar nicht und dann ist das schon alles ok“. Das sei „quasi“ dieses Gefühl eingefangen in einem Song.
Gift
Gift ist die zweite Single aus DNA und sei für Juno einer der definitiv „selbstbewusstesten“ Lieder auf dem Album. Das Stück falle sowohl klanglich als auch inhaltlich „total“ für sie heraus. Gift handele vom Ende einer Beziehung und sagt erstmals auch für sie selbst: „Ey, jetzt ist Schluss!“ Sie habe in der Vergangenheit ganz oft Lieder darüber geschrieben wie schlimm es sei loszulassen und wie schwer es sei wenn eine Liebe zu Ende gehen muss. Gift handele von diesem klaren Schlussstrich, den man ziehen muss, weil es für beide einfach absolut toxisch sei. Das Lied strahle ihrer Meinung nach eine Art Selbstbewusstsein aus, die einfach sagt: „Nein, ich weiß wann Schluss ist und ich weiß wann gut ist und wir sind einfach Gift für einander und es ist beiden nicht geholfen wenn wir beieinander bleiben“.
Schatten ohne Licht
Schatten ohne Licht habe Juno über ihre Mutter geschrieben. Ihre Mutter tendierte manchmal dazu sich ihrer Ausstrahlung nicht bewusst zu sein, ihres eigenen Wertes nicht bewusst zu sein und manchmal habe sie das Gefühl sie müsse ihre Mutter an den Schultern packen und sagen: „Hör mal zu, du bist die Beste auf der ganzen Welt und niemand kommt an dich ran“. Sie wollte genau solch ein Lied schreiben, egal ob es für die eigene Mutter, eine beste Freundin oder einen Partner sei. Juno wollte es „unbedingt“ offen lassen für wer auch immer diese Zeilen sucht. Es sei wichtig das man sich wertvoll fühlt und wertgeschätzt wird. Sie glaubt jeder sei für ein-, zwei oder mehrere Menschen in seinem Umfeld was ganz besonderes und genau davon handele Schatten ohne Licht. Sie habe sich komplett rausgezogen und wollte einfach ein „Kompliment-Song“ schreiben und genau das sei Schatten ohne Licht geworden.
Mein Herz tanzt
Mein Herz tanzt handele vom Beginn einer Beziehung und von dieser sehr wackeligen Phase einer Beziehung, in der man noch nicht so richtig weiß: „Okay, sind wir schon so weit und kannst du erkennen wie ich für dich fühle und interpretiere ich deine Handlung richtig?“. Das Lied sei „irgendwie total schüchtern“.
Still
Still sei eines der ersten Stücke, die Juno und ihr Team für DNA geschrieben hätten. Es sei für sie während des gesamten Schreibprozesses ein sehr wichtiges Lied gewesen, weil es nochmal „ein großes rotes X über das letzte Jahr gekritzelt hat“ und einfach sage: „Ey, letztes Jahr war so ein bescheuertes Jahr“. Juno habe „unglaublich“ viel erlebt, aber sie glaube das Gefühl gehabt zu haben, dass besonders nach Silvester es vielen Menschen so gegangen sei, dass man auf 2016 geblickt und gedacht habe: „Was war das bitte für ein Jahr? So ein auf und ab und auf und ab“. Sie habe dieses Gefühl einfangen wollen, das man das Jahr hinter sich lasse und sage: „Ey, ich war eigentlich viel zu lange komplett taub vor diesem Gefühl das alles scheiße ist und das alles daneben läuft, das alles schief geht und alle großen Künstler wegsterben“. Das habe sie alles so taub gemacht, das solle jetzt zu Ende gehen und ein neuer Abschnitt beginnen. Ein neues Jahr beginne und das sei Still.
Von jetzt an
Von jetzt an sei nachträglich betrachtet für Juno wie die kleine Schwester von Still. Das Stück führe das weiter was Still angefangen hat und sagt: „Okay, wenn ich jetzt nicht mehr still stehe und ich jetzt nicht mehr taub bin und jetzt nicht mehr meinen Mund halte, dann mache ich einfach nur noch das was mein Gefühl mir sagt und schreib einfach alle Regeln neu. Ich schreib einfach alles neu auf und bin nur noch ich und von jetzt an lass’ ich mich nicht mehr verbiegen, von jetzt an lass’ ich mich nicht mehr klein kriegen und hör’ auf mich selbst“.
Durchsichtig
Durchsichtig sei ein Lied, das sie allein nach ihrer Salvation Tour angefangen habe zu schreiben. Zunächst wusste sie nicht, was sie mit dem Stück anfangen solle, es lag monatelang nur herum. Letztendlich habe sie sich entschieden mit ihrem Gitarristen Joschka Bender und ihrem guten Freund Martin Haller das Stück zu beenden. Das Lied beginnt mit der Zeile: „Ich ruf deinen Namen in die Häuserschlucht“. Seitdem sie diese Zeile geschrieben habe, sehe das Lied nur „grau und großstadtmäßig“ für sie aus. Das erste Demo sei so „total trüb“ gewesen. Am Anfang sei das super gewesen, um das Gefühl zu tragen. Wie sich das Lied letzten Endes entwickelte und die Produktion jetzt klingt, sei sie einfach so „stolz“ darauf. Das Lied gehe nun „total“ weg von diesem machtlosen Gefühl der Durchsichtigkeit. Es trage eine Kraft in sich, es bringe so eine Wucht mit sich, darüber sei Juno „ganz schön glücklich“.
DNA
DNA sei der Titelgeber des Albums und „definitiv“ ein „sehr“ wichtiger Song im Prozess für sie gewesen. Juno ist der Meinung, dass es ein Lied sei, das sie „ganz doll“ gebrauchst habe. Sie rede oft und gerne darüber, wie sie sich selbst durch ihre „Songschreiberei“ therapiere. Ob das gut oder schlecht sei wisse Juno nicht, aber DNA sei auf jeden Fall – wie zum Beispiel Still – ein Lied, das sie wieder auf ihre Beine kommen und ihr sagen solle: „Hey, du hast doch die Kraft eigentlich in dir und du bist doch eigentlich stark genug um dich selber wieder auf die Beine zu ziehen. Das liegt in deiner DNS, in deiner DNA. Du kannst das, du kannst alles überstehen wenn du nur willst und wenn du an dich selbst glaubst“. Das sei auch ein wichtiges Thema, das sie anderen Menschen – vor allem ihren jungen Fans – ans Herz legen will. Man mache viele Kämpfe bzw. Hürdensprünge durch, die manchmal unschaffbar aussehen. Sie glaube das DNA ein „Mutmacher“ sein soll, deshalb habe sie sich dafür entschieden das DNA für das ganze Album stehen soll und dass sie das Album so nennen möchte, weil es im Grunde alles so umfasst und alles unter einen Namen stellt. Das Album habe viele Kämpfe die man austragen muss, aber du kannst das durchstehen.
Phantomschmerz
Phantomschmerz handele vom Verlust eines geliebten Menschen. Juno habe nicht geplant dieses Thema zu verarbeiten. Sie hätte auch nicht das Selbstbewusstsein gehabt zu sagen: „Ich kann so was schreiben“. Sie wurde jedoch „total“ von ihren eigenen Emotionen überrollt und es sei für sie selbst, für ihr eigenes Gefühl. Sie glaube ihr ist es ganz gut gelungen eher ein Denkmal als ein trauriges Lied zu erschaffen. Es sei ein trauriges Stück, es sei ein trauriges Thema, es sei „unglaublich schwierig“ jemanden zu verlieren, jemanden gehen zu lassen, aber für ihr Gefühl ist Phantomschmerz viel mehr ein „lächelndes Denkmal“ geworden das einen Menschen in Erinnerung behält, als nur den Schmerz im Gedächtnis zu behalten. Während ihrer DNA Tour machte Juno eine Anspielung darauf, dass sie den Verlust ihres Großvaters damit verarbeitete.
Verlier mich in dir
Verlier mich in dir sei für Juno wie Drei Worte ein sehr „wörtlicher Song“. Es sei ein sehr kommunikatives Lied, das sich einfach nur ausdrücken möchte und einfach Fragen stellt, Antworten sucht, Antworten gibt und sagt: „Ich weiß das wir einander nicht verlieren können, selbst wenn wir versuchen würden, wir können nicht ohne einander“. Sie glaube das Verlier mich in dir nochmal eine andere Farbe, einen anderen Aspekt des Albums zeigt und daher sei sie „ganz glücklich“, dass sie das Stück doch auf das Album genommen haben.
Ohne Kleider
Ohne Kleider knüpfe thematisch ein wenig an Junos erstes (The Unknown) bzw. auch an ihr zweites Album (Salvation). Es würde von einem Menschen handeln, der schon längst eigentlich keine Rolle mehr spielen sollte. Sie habe das Lied aus einer Motivation heraus geschrieben, dass sie dachte, das kenne doch jeder, man geht in eine Bar und man trifft seinen Ex: „Okay. Sagt man jetzt hallo, sagt man jetzt nicht hallo. Sagt er dir hallo, oder sagt er nicht hallo. Nee sagt er nicht, okay alles klar“. Er sei auf einmal „total cool“, man hat das Gefühl er versucht vor sich selbst und vor mir eine Version von sich zu sein, die er eigentlich gar nicht ist. Sie glaube sie kenne ihn in- und auswendig, er müsste sich nicht so geben wie er es gerade tut und sie kenne ihn ohne Kleider. Er müsse ihr nichts vormachen. Das Stück sei ein kleiner „Kratzer“ geworden, der aber auch nicht zu weit ins Fleisch schneidet und einfach sagt: „Hey komm, wir müssen uns eigentlich beide nichts vormachen“.
Unser Lied
Unser Lied sei verglichen mit den anderen Liedern auf dem Album einer der „bittersüßesten“, aber auch einer der „positivsten“ Stücke. Das Lied würde von diesem Gefühl handeln, sich in einem kuscheligen Pullover „einzumummeln“, der am besten noch nach jemandem rieche und einen an einen besseren Ort nimmt. Es sei ein Lied das für sie durchweg „sehr positiv“ sei und keine wirklichen Probleme aufweist, was bei ihr sehr selten sei. Unser Lied sei einfach ein Stück das nicht viel meckert oder auszusetzen hat und das einfach nur in einen „Kuschelpulli eingemummelt“ werden will.
Zeitlupe
Zeitlupe sei einer der letzten Stücke das es auf DNA geschafft hat und erzählt von dem Großstadtleben das Juno die letzten drei Jahre führen durfte. Das Gefühl, das sie oft habe, ist, dass man oftmals nicht unter Kontrolle habe wie schnell die Zeit wirklich vergeht, wie schnell alles und jeder an einem vorbeirast, man selbst auch an allem vorbeirast und irgendwie sich nicht wirklich Zeit nimmt, um durchzuatmen. Man sei dauernd unterwegs, man mache dauernd tausend Sachen. Das sei wunderbar, aber manchmal sollte man sich selbst bremsen und sagen: „Hey, lass uns doch einfach Mal ganz kurz auf Zeitlupe schalten“. Man solle Dinge mal realisieren und wahrnehmen wie sie sind und nicht immer auf Hektik getrimmt sein. Sie glaubt die Welt sei schon sehr hektisch geworden. Das Lied klinge für sie sehr zeitlos und sie beschreibt es als ein sehr „schwereloser Song“. Es ist ein Stück, das jemanden nur ein „bisschen“ runterbringt und „gar nicht so viel von einem will“, es wolle nur gehört werden.
Wenn ich angekommen bin
Wenn ich angekommen bin sei das letzte Lied auf DNA und „definitiv“ einer ihrer „absoluten“ Favoriten, weil er zwei Gesichter hätte. Es war einer der wenigen Stücke vor dem sie sich wirklich Gedanken gemacht habe und vorher überlegt habe was sie noch sagen wolle. Was sei ihr wichtig was sie noch auf dieses Album packen möchte. Juno wusste, dass sie ein Lied schreiben wollte, das etwas sei was es nach außen hin gar nicht zu sein scheint. Wenn ich angekommen bin klinge erstmal wie ein „bittersüßer, ach ich muss mal raus aus der Stadt“ Lied und mache sich auch lustig über die Dinge, die man so in den sozialen Medien tue. Man könne meinen das Stück handelt einfach vom: „Ich muss raus, ich muss weg, ich muss einfach mal wieder bei mir sein“. Wenn man letzten Endes zwischen den Zeilen lese und versuche herauszufinden was Wenn ich angekommen bin bedeuten möge, sei es eigentlich was „ganz düsteres“, was man „niemals“ glauben könnte, wenn man dem Lied lauscht. Genau das wollte sie „unbedingt“ schaffen. Juno sei froh, dass es ihr und dem Team gelungen sei und es ihrem Empfinden nach der „passendste Schlusssong“ eines Albums, um alles so auf eine gute Reise zu schicken.
Waldbrand
Waldbrand sei für Juno bis heute ein „so wichtiges“ Lied, das eine für sie wichtige Zeit eingefangen hat. Sie habe sich deshalb dazu entschlossen Waldbrand als Bonustitel auf das Album draufzupacken. Sie hatte das Gefühl, das dem Lied schuldig zu sein, daher ist das Lied nicht in „ausproduzierter Version“ vorhanden, sondern in akustischer Form, „ganz roh“ und so wie man ihn noch gar nicht kennt. Die Idee zu dem Lied kam ihr, als sie den Begriff „forest fire“ hörte. Das klang für sie so schön und sie habe sich darüber geärgert, dass Waldbrand dagegen so harsch klänge. Aber je mehr sie über das Wort nachdachte, desto besser gefiel ihr es. Inhaltlich geht es um einen Neustart, den Juno nach dem Weggang von Universal und ihrer Band ebenfalls einleiten musste. Durch Waldbrand habe Juno Deutsch als Sprache für ihre Texte (wieder-)entdeckt.

## Singleauskopplungen

### Still
Bereits vier Monate vor der Albumveröffentlichung erschien mit Still die erste Singleauskopplung des Albums am 5. Mai 2017. Diese erfolgte als digitaler Einzeltrack zum Download und Streaming. Nachdem zunächst nur ein Lyrikvideo am 5. Mai 2017 erschienen war, wurde am 1. Juni 2017 ein reguläres Musikvideo veröffentlicht. Dieses 3:27 Minuten lange Video entstand unter der Regie von Nico Koenen sowie Patrick Wulf und lässt sich in zwei Abschnitte unterteilen, die immer wieder abwechselnd zu sehen sind. Zum einen sieht man Juno, alleine in einem Kinosaal, die einen Film schaut, in dem sie selbst zu sehen ist. Zum anderen sieht man sie im zweiten Abschnitt auf der Ladefläche eines fahrenden Dodge-Pritschenwagens, während sie das Lied singt.

### Gift
Eineinhalb Monate vor der Veröffentlichung von DNA erschien mit Gift ebenfalls vorab die zweite Singleauskopplung des Albums am 28. Juli 2017. Wie Still erschien Gift auch nur als Einzeldownload. Vier Tage nach der Erstveröffentlichung der Single erschien das offizielle Musikvideo am 1. August 2017. Das Musikvideo stammt von Juno selbst. Es zeigt eine Liebesbeziehung die mit Hilfe der Mattel-Puppen Barbie (Rolle: Julie) und Ken (Rolle: Roman) in einer Art Puppenstube dargestellt wird. Das Video spiegelt eine „toxische“ Beziehung wider, an deren Ende beide Sterben. Julie vergiftet Roman, der vor seinem erleiden Julie noch ersticht. Am unteren Bildschirmrand ist der Liedtext während des gesamten Videos zu finden. Die Gesamtlänge des Videos beträgt 3:43 Minuten. Auch Gift verfehlte einen Charteinstieg.
Juno selbst beschrieb die Entstehungen und Produktion des Musikvideos mit folgenden Worten: „Ich wollte ein Video produzieren, das eine lieblich wirkende Kulisse in einen Ort des Schreckens verwandelt. Ich wollte etwas herausbringen, das ich selbst auf die Beine gestellt habe, auch wenn es mich meinen letzten Nerv kosten würde. Und letzten Endes habe ich mir wochenlang die Finger blutig geklebt, gebastelt, genäht und mir den Kopf brummig geschnitten und editiert. Ich bin keine Filmemacherin und habe keine Ahnung nach meinen Möglichkeiten versucht eine Geschichte zu erzählen“.

### Halt mich fest
Mit Halt mich fest erschien rund zwei Wochen vor der Albumveröffentlichung die dritte vorab Single aus DNA am 25. August 2017. Die Single erschien lediglich als Download und beinhaltet neben der Album- zwei Remixversionen zu Halt mich fest als B-Seiten. Die beiden Remixe entstammen vom deutschen DJ Teddy Mink sowie von Oliver Som. Noch am selben Tag veröffentlichte Juno das dazugehörige Musikvideo. Diese zeigt lediglich Juno in Untwerwäsche, die das komplette Video über einen Mann, vor einem schwarzen Hintergrund, umarmt. Es ist lediglich der Oberkörper von beiden zu sehen und die Einstellungen sind so gewählt, dass das Gesicht des Mannes nicht zu erkennen ist. Die Gesamtlänge des Videos beträgt 3:43 Minuten. Regie führte Philipp Gladsome. Wie seine Vorgänger schaffte auch Halt mich fest nicht den Sprung in die Singlecharts.

### Schatten ohne Licht
Mit Schatten ohne Licht erschien mehr als ein halbes Jahr nach der Albumveröffentlichung die vierte und bislang letzte Singleauskopplung aus DNA am 13. April 2018. Wie seine Vorgänger erschien die Single lediglich zum Download. Die Maxi-Single beinhaltet neben der Albumversion eine Alternate- und Pianoversion sowie ein Remix vom Mannheimer DJ-Duo Banks & Rawdriguez. Um das Album zu bewerben veröffentlichte Juno kurz nach Veröffentlichung mehrere Akustikvideos, unter anderem erschien auch eines zu Schatten ohne Licht am 16. September 2017. Das schwarz-weiß Video zeigt nur Juno, die begleitet von ihrem Keyboarder, das Lied singt. Die Gesamtlänge des Videos beträgt 4:12 Minuten und wurde von Juno selbst bearbeitet. Bis heute zählt das Video über 1,9 Millionen Aufrufe bei YouTube (Stand: Mai 2018). Obwohl es sich um kein offizielles Musikvideo handelt, zählt dieses mehr als alle drei offiziellen Musikvideos zu Still, Gift und Halt mich fest zusammen.

## DNA Tour

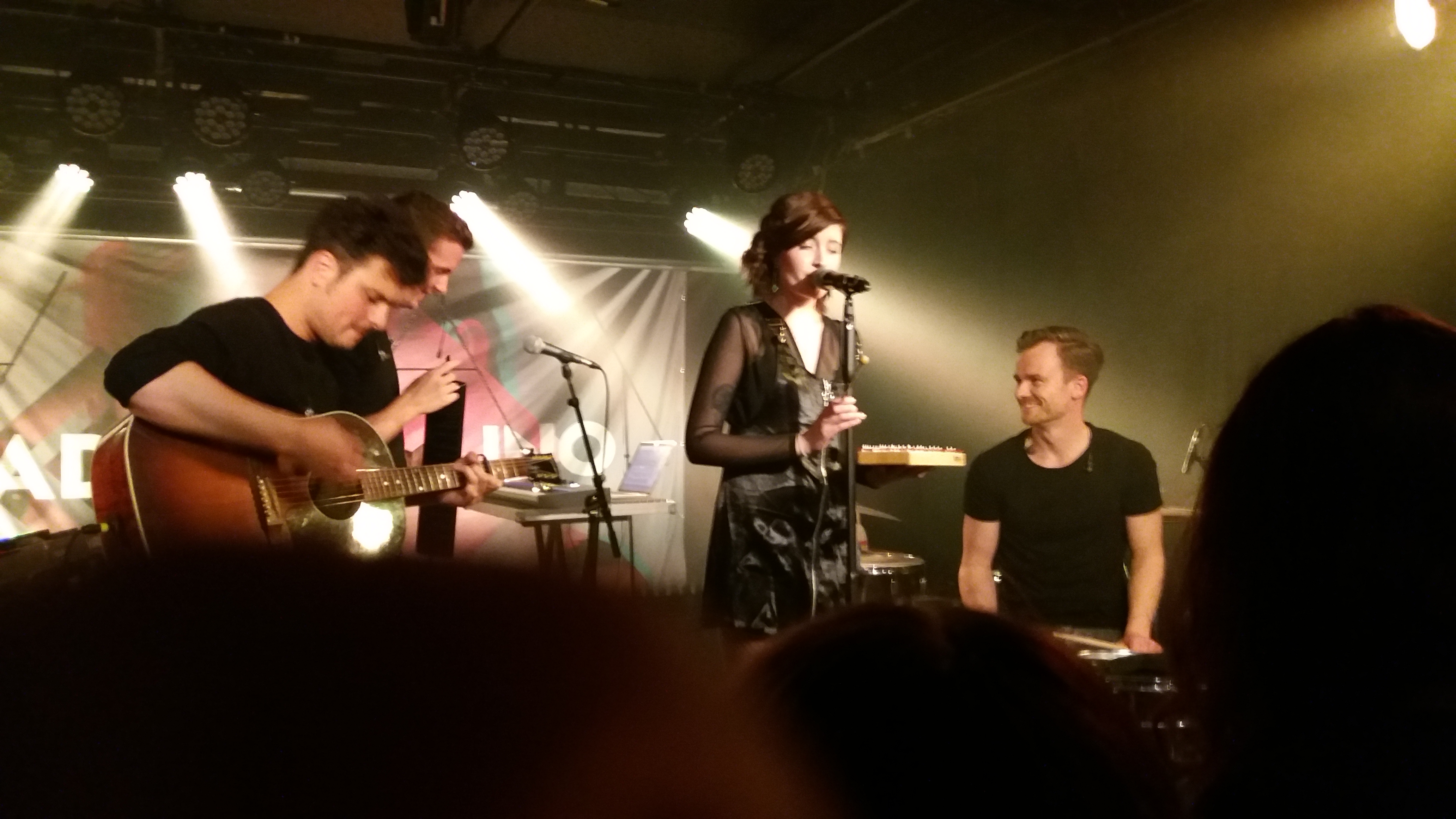
Juno mit Band im Kammgarn (2017).

Bei der DNA Tour handelte es sich um die dritte eigenständige Konzertreihe Junos als Hauptact. Die Tour erstreckte sich über einen Zeitraum von rund neun Monaten und führte Juno mit ihrer Band durch 18 deutsche Städte. Die Tour endete zunächst mit dem Abschlusskonzert im Hamburger Stage Club am 30. Oktober 2017. Während der Tour kam es zu Konzertausfällen bzw. Verschiebungen, sodass ein zweiter Tourabschnitt im Sommer 2018 gespielt wurde. Während des ersten Teils der Konzertreihe im Jahr 2017 wurde Juno im Vorprogramm vom britischen Singer-Songwriter Joey Cass unterstützt. Im zweiten Teil der Konzertreihe im Jahr 2017 spielte der deutsche Musiker HALLER im Vorprogramm. Das Programm bestand überwiegend aus Liedern von DNA. Aus dem Album wurden alle Titel gespielt. Während die vergangenen Konzertreihen aus englischsprachigen Sets bestand, spielte Juno während dieser Tour nur noch zwei englischsprachige Stücke.

## Mitwirkende
| Albumproduktion - Joschka Bender – Komponist (Lieder: 8, 13–14), Liedtexter (Lieder: 8, 13–14) - Henrik Böhl – Komponist (Lied 13), Liedtexter (Lied 13) - Joey Cass – Gitarre (Lieder: 12, 15), Hintergrundgesang (Lied 15), Komponist (Lieder: 12, 15), Liedtexter (Lieder: 12, 15) - Martin Haller – Komponist (Lied 8), Liedtexter (Lied 8) - David Jürgens – Komponist (Lied 7), Liedtexter (Lied 7) - Madeline Juno – Gitarre (Lied 16), Gesang (Lieder: 1–16), Hintergrundgesang (Lieder: 1–15), Komponist (Lieder: 1–16), Liedtexter (Lieder: 1–16), Piano (Lieder: 1–15) - Benoit Journo – Mastering (Lieder: 1–16) - Jan Listing – Komponist (Lieder: 13–14), Liedtexter (Lieder: 13–14) - Max Mostley – Bass (Lied 11) - Oliver Som – Abmischung (Lieder: 1–16), Bass (Lieder: 1–15), Drum Programming (Lieder: 1–15), Gitarre (Lieder: 1–15), Hintergrundgesang (Lied 15), Komponist (Lieder: 1–6, 9–12, 15–16), Liedtexter (Lieder: 1–6, 9–12, 15–16), Musikproduzent (Lieder: 1–16), Piano (Lieder: 1–15), Synthesizer (Lieder: 1–15) - Alexander Zuckowski – Komponist (Lied 7), Liedtexter (Lied 7) | Artwork (Begleitheft + Cover) - Philipp Gladstone – Fotograf - Christian Hapich – Artwork Unternehmen - BMG Rights Management – Verlag - Embassy of Music – Musiklabel - Emmaspark Music/Sony ATV – Verlag - Masterdisk Europe – Mastering - Tonpool – Vertrieb |

## Rezensionen
Das deutschsprachige E-Zine Plattentests.de bewertete DNA wie schon seine beiden Vorgänger mit fünf von zehn Punkten. Marvin Tyczkowski von der Online-Redaktion beschrieb die Musik zum größten Teil als generisch und charakterlos. Das Texten funktioniere nahezu immer nach demselben Muster: „Ein melancholisch angehauchter Einstieg täuscht nicht vorhandene Tiefe vor, im Refrain wird’s laut, und anstatt memorabler Melodien gibt es elektronische Drops und ganz viele ‚oohs‘, ‚aahs‘ und ‚dadadas‘.“ Das sei bei „vielversprechend beginnenden Songs“ wie Phantomschmerz ärgerlich und bei einem „Tiefpunkt“ wie Von jetzt an einfach nur schlecht. Die Texte seinen „im besten Fall“ nichtssagend, und im schlimmsten Fall beschwert sich Juno, die im vergangenen Jahr noch mit Turnbeutel und Instagram-Ästhetik durchs Video zu Stupid Girl geschlendert ist, über Hipster, die ihren Salat fotografieren. Im Vergleich zu Salvation sei DNA dennoch ein „merklicher“ Schritt nach vorne. Vor allem der Einstieg gelinge „erstaunlich stark“. Halt mich fest übe sich in Zurückhaltung und erinnere mit seiner Kombination aus Minimalismus und Auto-Tune an Imogen Heaps Hide and Seek. Drei Worte und Gift seien zwei „unglaublich kraftvolle, dynamische Power-Pop-Stücke“. Auch wenn mit Synthie-Hall und Drumcomputer “Akustik” in Waldbrand etwas freier interpretiert wurde, sei es immer noch einer von Junos besten Songs überhaupt. Dazwischen wird dieses Niveau nicht mehr erreicht, doch die Produktion sei insgesamt „luftiger“ als noch auf Salvation. Die Stimme Junos bekäme mehr Luft zum Atmen, was vor allem im „tollen“ Zeitlupe ein wahrer „Segen“ sei. So austauschbar Juno sein möge, „soundtechnisch“ bewegen würden sich die Lieder bis auf wenige Ausnahmen alle „mindestens“ auf einem „überdurchschnittlichen Pop-Standard“ und wären für sich genommen auch einen Punkt mehr wert gewesen. Ein Album sei aber mehr oder manchmal eben auch weniger als die Summe seiner einzelnen Teile und als Gesamtwerk verliere Junos „Drittling“ aufgrund seiner erschlagenden Länge. Um eine knappe Stunde mit Musik zu füllen, die nie redundant oder langweilig wird, fehle wie bei den beiden Vorgängern schlicht die Variation. Als „Highlights“ hub Tyczkowski die Stücke Drei Worte, Gift und Waldbrand vor.

## Chartplatzierungen
DNA erreichte in Deutschland Position 58 und konnte sich insgesamt eine Woche in den Albumcharts platzieren. Für Juno ist dies der dritte Charterfolg in Deutschland.